# Sân bay Mã Tổ Nam Can
Sân bay Mã Tổ Nam Can (馬祖南竿機場) (IATA: LZN, ICAO: RCFG) là một sân bay ở huyện Liên Giang, Phúc Kiến, Trung Hoa Dân quốc (Đài Loan). Sân bay nằm trên đảo Nam Can, gần thôn Giới Thọ. Sân bay này cũng phục vụ máy bay trực thăng.

## Các hãng hàng không và tuyến bay
- Uni Air (Đài Trung, Đài Bắc-Tùng Sơn)